# Дос Сантос, Сандро
Сандро Мануэль дос Сантос (порт. Sandro Manoel dos Santos; 23 июля 1988, Ресифи, Бразилия) — бразильский футболист, полузащитник саудовского клуба «Аль-Таавун».

## Карьера
Сандро родился в Ресифи, и начал карьеру в клубе «Крузейро» в 2008 году. Закрепиться в команде игроку не удалось, и побывав в аренде в нескольких командах Бразилии, покинул клуб в 2011 году. Следующим клубом игрока стал «Санта-Круз», в котором играл два года, сыграв 57 матчей и забив один гол в чемпионате. Спустя три года, 1 января 2015 года, Сандро отправился в «Сеару». Однако, уже, через полгода, покинул команду и отправился за границу, в «Аль-Таавун».